# ゲーテ (雑誌)
『ゲーテ』（GOETHE）は、幻冬舎が発売する男性向けビジネス・カルチャー・生活情報誌である。毎月24日発売。

## 概要
2006年2月24日創刊。創刊準備号は2005年9月に発売され、翌年2月発売の4月号にて正式に月刊化。
タイトルは「ゲーテのような人生を」とのコンセプトにちなんだもの。メインテーマは「仕事が楽しければ人生も愉しい」。よい意味での「ワーカホリック（仕事中毒）」を「ビジネスホリック」と呼び、旅行、インテリア、ファッション、高級時計など、毎月のテーマに沿って、自らの仕事に打ち込む「ビジネスホリック」な人物をフィーチャーする。取り上げられる人物は、30-40代の男性が多いが、女性もみられる。ビジネス界の人物に限らず、俳優、スポーツ選手の登場頻度も高い。

## 連載
継続中
- ゲーテのコトバ（目次前）
- Who is Goethe?（ファッションブランド各社の最新コレクション）
- 村上龍（作家）
- 富山和彦 / それ、会社病ですよ
- 高島郁夫（バルス・トーキョー社長） / 日本の社長にはセンスが足りない
- 宮本慎也（プロ野球選手） / 球道即仕事道
- 出井伸之（ソニー社長） / 対極を愉しむ
- アプリソムリエ
- 松浦勝人 / 素人目線
- 滝川クリステル / いま、一番気になる仕事
- G4（各社の最新商品・サービス・イベントなど）
- 24時間仕事バカ
- オトナは教えてくれない
- 本革の手帳
- 男女公論
- In The Office

過去
- 石原慎太郎（作家、政治家）
- 佐伯チズ（美容家）
- 三谷幸喜 / 会議は一日にして成らず
- スティーブ・モリヤマ / 和僑魂